# Rhantus stenonychus
Rhantus stenonychus är en skalbaggsart som beskrevs av Régimbart 1895. Rhantus stenonychus ingår i släktet Rhantus och familjen dykare. Inga underarter finns listade i Catalogue of Life.